# Gymnasium Ganderkesee
Das Gymnasium Ganderkesee, kurz GymGan, ist ein Gymnasium in Ganderkesee im niedersächsischen Landkreis Oldenburg.

## Geschichte
Im Jahr 1971 gab es zwei gymnasiale Klassen an der Realschule in Ganderkesee. Diese wurden 1973 auf vier erweitert. Durch die Anregung der Gemeinde Ganderkesee wurde das Gymnasium gebaut und am 8. Januar 1974 zunächst nur mit einer Sekundarstufe 1 eröffnet. Zu Beginn wurden die Klassen 7–10 unterrichtet. Im Jahre 1975 wurde Dieter Rüdebusch der erste Schulleiter des Gymnasiums Ganderkesee, das vorher nur kommissarisch geleitet worden war. 1980 wurde die Oberstufe eingeführt und im Jahre 1983 machte der erste Abiturjahrgang das Abitur. 1987 bauten die Oberstufenschüler in 4000 Arbeitsstunden das Projekthaus, ein Aufenthaltsraum für die Oberstufenschüler.
1989 ging nach einem Beschluss des Schulausschusses des Landkreises Oldenburg die Schulträgerschaft auf den Landkreis Oldenburg über. Der Landkreis erstattete der Gemeinde Ganderkesee 500.000 DM für die Errichtung und Einrichtung des Gymnasiums. 2004 wurde in Niedersachsen die Orientierungsstufe abgeschafft. Deshalb wurden ab diesem Jahr auch die fünften und sechsten Klassen am Gymnasium Ganderkesee unterrichtet.
2007 wurde das Gymnasium Ganderkesee zur eigenverantwortlichen Schule. 2011 verließen die ersten Abiturienten nach schon 8 statt 9 Jahren die Schule mit Abitur. Aufgrund des sogenannten Turbo-Abiturs gab es in diesem Jahr zwei Jahrgänge, die ihre Abiturprüfungen ablegten. 2019 wurde das sogenannte Turbo-Abi abgeschafft. Damit gab es im Jahr 2020 keine regulären Abiturprüfungen.

### Baugeschichte
1976 wurde ein neuer Verwaltungstrakt, zudem ein neues Lehrerzimmer und ein neuer Innenhof gebaut. 1998 folgte eine neue Cafeteria. Eine neue Aula wurde im Jahr 2000 gebaut. Die Schule wurde von 2008 bis 2022 komplett saniert. Die Kosten der Sanierung trug der Landkreis. Im Februar 2017 wurde der G-Trakt errichtet und im Juni 2019 folgte eine Schulhofumgestaltung. Der F-Trakt wurde 2022 saniert. Im Juli 2023 wurde die Bibliothek zu einem Selbstlernzentrum umgebaut.

## Angebot
Das Gymnasium Ganderkesee ist eine Ganztagsschule. Die Schüler können von Montag bis Donnerstag bis 15:45 Uhr betreut werden. In der Oberstufe haben die Schüler die Wahl zwischen mehreren Profilen, z. B. dem sprachlichen, dem naturwissenschaftlichen, dem gesellschaftlichen und dem musisch-künstlerischem.
An der Schule gibt es zahlreiche Angebote, wie eine Musikklasse, die auch Schulkonzerte gibt. Außerdem ist das Gymnasium Ganderkesee Mitglied im Kooperationsverbund Oldenburg-Land (KOV OL-Land). Mitgliedsschulen des Kooperationsverbundes bieten Angebote zur Förderung von Schülern mit besonderen (Hoch- oder Teil-)Begabungen an. Ab der achten Klasse gibt es die Möglichkeit, bilingualen Unterricht im Fach Geschichte zu wählen. Alle Schüler arbeiten ab dem neunten Jahrgang mit iPads. Die Bühne in der Aula wird neben der unterrichtlichen Nutzung auch außerhalb der Schulzeit für kulturelle Veranstaltungen (z. B. Konzerte, Theaterstücke oder Vorträge) genutzt.

## Schüleraustausch
Seit dem Jahr 1979 besteht eine offizielle Kommunalpartnerschaft zwischen dem Gymnasium Ganderkesee und dem Gymnasium der Stadt Château-du-Loir. Der erste Austausch mit dieser Partnerschule fand im Jahr 1980 statt. Derzeit (2024) findet regelmäßig Schüleraustausch mit Schulen in Château-du-Loir (Frankreich), Auray (Frankreich), Madridejos (Spanien) und Pultusk (Polen) statt.

## Schulleiter
- 1975–1980 Dieter Rüdebusch[22]
- 1980–1982 Uwe Pleis (kommissarisch)[23]
- 1982–1985 Otto Balzer[24]
- 1985–2004 Friedemann Schötten[25]
- 2004–2005 Heiko Anthonsen (kommissarisch)[26]
- 2005–2023 Renate Richter[25]
- 2023–2024 Stefanie Schulte (kommissarisch)[27]
- seit 2024 Arne Warnken[27]

## Ehemalige Schüler
- Christian Dürr (* 1977), Politiker (FDP), MdB, Abschlussjahr: 1997[28]
- Yared Dibaba (* 1969), Schauspieler, Fernsehmoderator, Entertainer, Autor und Sänger
- Holger Edmaier (* 1972), Musikkabarettist, Komponist, Texter, Moderator und Menschenrechtsaktivist
- Ina-Marie Timmermann (* 2002), Fußballerin[29]

## Freundeskreis
Der Freundeskreis ist ein gemeinnütziger Verein, der die Schule seit der Vereinsgründung am 5. August 1982 fördert.